# Ambaghai
Ambaghai Khan (... – 1156) è stato un sovrano e condottiero mongolo.

## Vita
Ambaghai era un discendente di Tumbinai Khan, nonché figlio di Sengun Bilge; quest'ultimo sarebbe il nome alternativo, segnato ne La storia segreta dei Mongoli, di Sorqaduqtu China, figlio di Charaqai Lingqum, a sua volta figlio di Khaidu Khan. Di lui poco è noto tranne che apparteneva al gruppo tribale dei Taidjud e al ramo cadetto dei Borjigin, e che fu nominato dal cugino Kabul Khan come suo successore.
Durante il suo regno, venne catturato insieme a Tödö'en Otchigin, figlio di Kabul Khan, mentre celebravano un matrimonio tra Qadaan Taishi, figlio di Ambaghai e la figlia di un capo dei Tatari Airuti; i due furono fatti ostaggi dagli stessi Tatari, pagati dai Jurchi, sovrani della dinastia Jīn in Cina, e vennero poi giustiziati dai Jin nella loro capitale Zhongdu, nella prefettura di Huining, dove Ambaghai fu inchiodato a un asino di legno e poi infilzato con delle lance.
Dopo di lui, successe Hotula come Khan dei Mongoli Khamag, l'ultimo unitario prima di Gengis Khan (in quanto il padre di quest'ultimo, Yesugei, fu nominato baghatur, o cavaliere, una sorta di reggente della confederazione mongola che fungeva da suo capo). Nel dichiarare guerra contro i Jurchi, lo stesso Gengis annoverò tra i motivi scatenanti l'uccisione del suo predecessore Ambaghai. Di riflesso, Qadaan Taishi seguì il padre Ambaghai come capo de facto dei Tai-giuti, e si unì a Hotula Khan nelle sue campagne contro i Tatari, ma fu avvelenato negli anni '60, forse dai fratelli e cugini che si contendevano la sua successione. Gli sarebbe succeduto il nipote Targutai Kiriltuk figlio di Adal - il futuro rivale di Gengis Khan nato Temujin.

## Discendenze
Ebbe molti figli dalle mogli Orbei e Sokhatai:
1. Adal Khan
  1. Targutai Kiriltuk († 1201) — capo dei Tai-giuti e rivale di Genghis Khan.
2. Au'chu Baghatur
3. Qadaan Taishi
4. Quril Baghatur
5. Töda'a — sotto-capo dei Tai-giuti durante il regno di Genghis Khan.[1]
6. Qodun Orchang
7. Bakhachi
8. Udor Bayan